# Musca albina
Musca albina es una especie de mosca del Viejo Mundo muy extendida, conocida en las zonas secas del reino afrotropical, el norte de África y Oriente Medio, Asia Central, India y Sri Lanka. Es una especie amante del sol, y se han encontrado adultos agrupándose alrededor de los animales domésticos para alimentarse de sudor y otras secreciones y de sus heces. La población de Namibia, al menos, es claramente cleptoparásita y muy específica en su comportamiento de oviposición, poniendo huevos solo en bolas de estiércol que son enterradas por una de las varias especies de escarabajos que caen en el estiércol.